# Dębień (powiat braniewski)
Dębień – osada w Polsce położona w województwie warmińsko-mazurskim, w powiecie braniewskim, w gminie Wilczęta.
W latach 1975–1998 miejscowość administracyjnie należała do województwa elbląskiego.
Zobacz też: Dębień.